# Сапега, Томаш Казимир
Томаш Казимир Сапега (пол. Tomasz Kazimierz Sapieha, 1621 — 30 марта 1654) — военный и государственный деятель Великого княжества Литовского, обозный великий литовский (1649—1654).

## Биография
Представитель коденской линии знатного литовского магнатского рода Сапег герба «Лис». Второй сын подкомория владимирского Фредерика Сапеги (ум. 1626) и Евы Скажевской (ум. до 1642). Братья — писарь польный коронный Ян Фредерик, епископ виленский Александр Казимир и кравчий великий литовский Кшиштоф Франтишек Сапеги.
Учился в иезуитском коллегиуме в Люблине, в 1635 году поступил в Краковский университет, после которого вместе со старшим братом Яном Фредериком выехал в Италию, где продолжил образование в университетах Болоньи и Падуи. Также путешествовал по Германии, Франции и Англии.
В 1648 году Томаш Казимир Сапега стал ротмистром гусарской хоругви. В том же году участвовал в польском посольстве под руководством Адама Киселя к украинскому гетману Богдану Хмельницкому. В сентябре 1648 года Участвовал в битве с казаками под Пилявцами. В следующем 1649 году Томаш Казимир Сапега принимал участие в обороне Збаража и был назначен обозным великим литовским.
В 1650 году Ян Фредерик Сапега получил под своё командование казацкую хоругвь, во главе которой в 1651 году участвовал в битве под Берестечком, где был дважды ранен.
30 марта 1654 года скончался в военном лагере под Белым Камнем.

## Семья
В 1647 году Томаш Казимир Сапега женился на Софье Дорогостайской (1635—1653), дочери чашника великого литовского Владислава Дорогостайского (1614—1638) и Эльжбеты Подберезской. Благодаря браку приобрел наследство угасшего рода Дорогостайских (Дорогостаи, Каменную Ошмянку и другие имения). Детей не имел.